# Langenthal-Melchnau-Bahn
Die Langenthal-Melchnau-Bahn, abgekürzt LMB, ist eine ehemalige Eisenbahngesellschaft in der Schweiz, die am 21. April 1913 im Gasthof Löwen in Melchnau, mit Sitz in Langenthal gegründet wurde.
Per 31. Dezember 1917 betrug das Aktienkapital 987'000 Franken, aufgeteilt in 1974 Aktien mit einem Nominalwert von 500 Franken.
1958 fusionierte die Eisenbahngesellschaft mit der Langenthal-Jura-Bahn, abgekürzt LJB, zur damaligen Oberaargau-Jura-Bahnen, abgekürzt OJB.

## Bahnstrecke Langental–St. Urban–Melchnau
Die Eisenbahngesellschaft Langenthal-Melchnau-Bahn eröffnete am 6. Oktober 1917 die in den Kantonen Bern und Luzern gelegene, von Anfang an elektrisch betriebene meterspurige Schmalspurbahnstrecke, von Langenthal über Roggwil und St. Urban nach Melchnau.
Sie war Eigentümerin der Bahnstrecke von Langenthal Gaswerk, wo sie von der sich ursprünglich im Eigentum der Langenthal-Jura-Bahn befindenden Bahnstrecke Langenthal–Aarwangen–Niederbipp–Oensingen abzweigte.
Die Geschäftsführung lag von Beginn weg bei der Langenthal-Jura-Bahn. Sie war für die Betriebsführung zuständig und führte in ihrer Werkstätte in Langenthal neben dem Unterhalt des eigenen Fahrzeugparkes auch den Unterhalt des Fahrzeugparkes der Langenthal-Melchnau-Bahn durch.
Seit 2012 wird nur noch die Teilstrecke Langenthal–Langenthal Gaswerk–St. Urban–St. Urban Ziegelei durch das heutige Transportunternehmen des Öffentlichen Verkehrs Aare Seeland mobil, abgekürzt ASm, betrieben.

## Fahrzeugpark
Der auf die Betriebseröffnung beschaffte Fahrzeugpark war im Hinblick auf die an die Langenthal-Jura-Bahn delegierte Betriebsführung auf deren Fahrzeugpark abgestimmt. Die Fahrzeuge entsprachen denselben Normalien und konnten freizügig auf dem gesamten Streckennetz eingesetzt werden.
Die Erstausstattung des Fahrzeugparkes bestand aus den folgenden Fahrzeugen:
Motorwagen und Lokomotiven
- CFe 4/4 6 (SIG/BBC) 1917
- Ce 2/2 14 Melchnauerli (SIG/MFO) 1917
- Ge 4/4 56 (SIG/BBC) 1917, 2019 abgegeben an die Košická detská historická železnica (Kindereisenbahn Košice, Slowakei)

Personenwagen
- C2 16 bis 19 (SWS) 1917

Güterwagen
- K2 36 und 37 (SIG) 1917
- L2 46 (SIG) 1917
- OR 66 bis 68 1917